# Мадог Крипл
Мадог ап Грифид (валл. Madog Crypl; 1275—1304) — сын Грифида и его жены Маргарет верх Грифид.

## Биография
В 1289 году он был ещё ребёнком, когда умер его отец, так что земли были переданы на хранение к королеве, а затем к Реджинальду де Грею, юстицияру Честера и к Томасу Макклсфилдскому. По просьбе Мадога, король предоставил владения отца ему. Эти земли состояли из Глиндиврдуи, что в Эдейрнионе и половина коммота Кинллайт, включая область вокруг Сичарта.
Мадог женился на Маргарет, которая была дочерью Риса Вихана.
В 1304 году Мадог умер и ему наследовал его сын Мадог Младший.